# Gerardo Tivani
Gerardo Matías Tivani Pérez, né le 26 janvier 1991 à San Juan, est un coureur cycliste argentin. 
Son petit frère Nicolás est également coureur cycliste.

## Biographie
Bon sprinteur, Gerardo Tivani s'illustre principalement dans des courses du calendrier national argentin depuis 2015. 

## Palmarès et résultats

### Palmarès sur route
- 2010
  - 3e du championnat d'Argentine sur route espoirs
- 2015
  - Prologue et 3e étape du Tour de Catamarca
  - Doble Calingasta :
    - Classement général
    - 1re étape
- 2016
  - Doble Media Agua :
    - Classement général
    - 1re étape

  - Circuito Aniversario La Bebida
  - 3e de la Doble Calingasta
- 2017
  - 4e étape du Giro del Sol San Juan
  - 3e étape de la Vuelta a Valle Fértil
  - 4e étape du Tour de Catamarca
  - Circuito Apertura
  - 2e du Giro del Sol San Juan
  - 2e de Mendoza-San Juan
  - 2e de la Doble Difunta Correa
- 2018
  - 3e étape de la Doble Chepes
  - 3e étape du Tour de Sarmiento
  - 1re étape de la Doble Calingasta
- 2019
  - Doble Media Agua
  - Circuito Albardón
  - 2e du Giro del Sol San Juan
  - 3e de la Doble Difunta Correa
- 2020
  - Doble Cerrillo
- 2021
  - 2e de la Doble Media Agua
- 2022
  - Gran Premio Rawson
  - 3e étape du Tour de Mendoza
  - Circuito Aniversario La Bebida
  - 1re étape de la Doble Calingasta
  - Vuelta al Valle :
    - Classement général
    - 1re et 2e étapes

  - 4e étape de la Doble Chepes
  - Vuelta a Valle Fértil :
    - Classement général
    - 1re et 2e étapes

  - 2e de la Doble Media Agua
  - 3e de Mendoza-San Juan
  - 3e de la Doble Calingasta
- 2023
  - Circuito Aniversario La Bebida
  - 3e de la Doble Difunta Correa
- 2024
  - 4e étape du Giro del Sol San Juan
  - Grand Prix Club Olimpia
  - 2e de la Doble Difunta Correa
  - 2e du Giro del Sol San Juan
- 2025
  - Circuito Huracán
  - 3e de la Clásica 1° de Mayo

### Classements mondiaux
| Année                                 | 2022  |
| ------------------------------------- | ----- |
| Classement mondial                    | 2511e |
| UCI America Tour                      | 429e  |
|                                       |       |
| Légende : nc = non classéSource : UCI |       |

### Palmarès sur piste
- 2014
  -  Champion d'Argentine de vitesse par équipes (avec Emanuel Agüero et Emiliano Fernández[2])